# توطئه‌گر
توطئه‌گر (انگلیسی: The Conspirator) فیلمی در ژانر زندگینامه‌ای و درام به کارگردانی رابرت ردفورد است که در سال ۲۰۱۰ منتشر شد.

## خلاصه فیلم
«ماری سورات» زن تنهایی است که به عنوان شریک جرم در دادگاه ترور «آبراهام لینکلن» معرفی می‌شود. وقتی همه مردم علیه او هستند او مجبور می‌شود تنها با وکیل بی‌میل خود تکیه کند تا بی‌گناهی خود را ثابت کند…